# Siphona cristata
Siphona cristata là một loài ruồi trong họ Tachinidae.